# Центри з контролю та профілактики захворювань у США

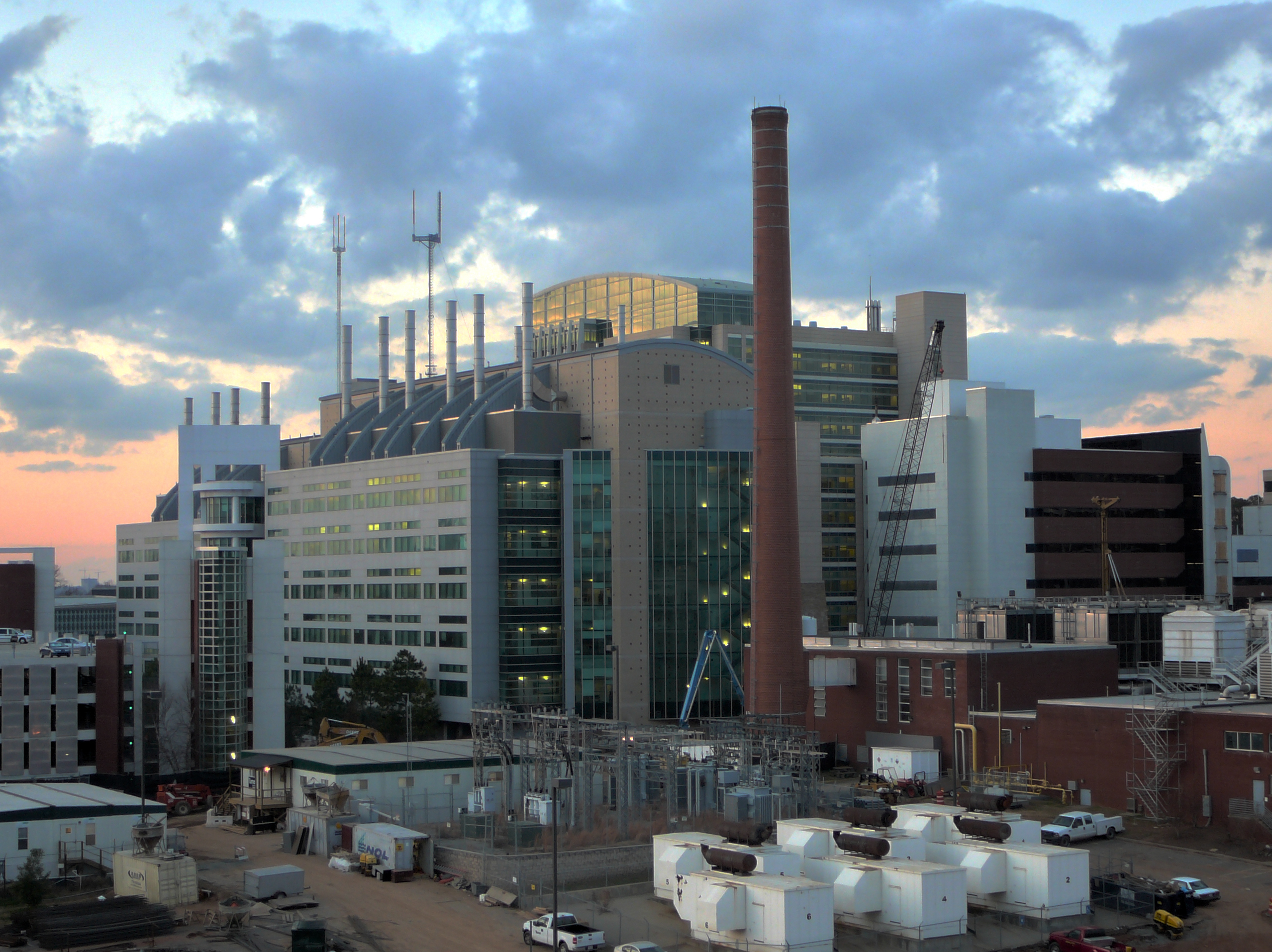
Штаб-квартира ЦКЗ в Атланті з боку Університету Еморі.

Центри з контролю та профілактики захворювань в США (ЦКЗ, англ. Centers for Disease Control and Prevention, CDC) — федеральна агенція міністерства охорони здоров'я США, створене в 1946 році, зі штаб-квартирою в Атланті (штат Джорджія) поблизу кампусу Університету Еморі, на північному заході від центру міста.
ЦКЗ проводить свою діяльність на національному рівні, розробляє заходи щодо контролю та профілактики захворювань. Установа особливо зосереджує свою увагу на інфекційних захворюваннях, харчових отруєннях, екологічному здоров'ї, охороні праці та здоров'я, забезпеченні здорового способу життя, профілактиці травм, а також проводить освітні заходи, що спрямовані на поліпшення здоров'я громадян Сполучених Штатів. Окрім того, ЦКЗ проводить дослідження та надає інформацію про неінфекційні захворювання, такі як ожиріння та цукровий діабет. ЦКЗ є співзасновницею Міжнародної асоціації національних інститутів громадського здоров'я.
Мета створення полягає в охороні громадського здоров'я та гарантуванні безпеки шляхом надання необхідної інформації задля покращення рішень у сфері охорони здоров'я. Упродовж останнього десятиліття (з 2010 року) агенція була важливим закладом у боротьбі США з поширенням грипу A/H1N1, штам Каліфорнія. З липня 2017 року обов'язки директора ЦКЗ виконувала Бренда Фіцжеральд. У січні 2018 року Бренда Фіцжеральд покинула посаду за власною ініціативою. Причиною було придбання нею акцій однієї з найбільших тютюнових компаній у світі, що суперечить основному завданню ЦКЗ — зниження споживання тютюну. 
Із січня 2021 року директором Центрів з контролю та профілактики захворювань є Рошель Валенські.

## Історія
Див.також: (хронологія організації) Centers for Disease Control and Prevention timeline
CDC засновано 1 липня 1946 року при Управлінні Національної Оборони в боротьбі з малярією опісля опублікування Національної Програми з ліквідації малярії в роки Другої світової війни.
До створення CDC, в боротьбі з малярією брали участь впливові організації, такі як Комісія малярії Ліги Націй та Фонд Рокфеллера. Фонд Рокфеллера значною мірою підтримав боротьбу з малярією, пропонував допомогу урядам держав та провадив спільну працю з новоствореним агентством..
Нове агентство було відділенням Служби охорони громадського здоров'я США. Розташування було обране в Атланті по причині того, що малярія була ендемічною на півдні Сполучених Штатів. Агентство змінило назву в 1942 році та згодом в 1946 році та отримало ймення «Центр інфекційних хвороб» (див. таблицю). Офіси розташовувалися на шостому поверсі будівлі Волонтерів на вулиці Печтрі (Peachtree Street) .
У той час, коли бюджет агентства становив близько 1 млн дол. США, 59 % персоналу проводили боротьбу з комарами та контроль за місцем проживання людей з метою ліквідації малярії в Сполучених Штатах, згідно з Національною Програмою з ліквідації малярії.
Основною роботою в CDC, якою займалися 369 осіб, спочатку була ентомологія та інженерія. У перші роки свого існування CDC провело дезінсекцію в більш ніж 6,5 млн будинках, у більшості випадків із використанням ДДТ. У 1946 році в агентстві було лише сім медичних працівників та на ранніх етапах графіки організації виглядали дещо дивакувато, у вигляді хоботка комара. Під егідою Йосипа Уолтера Маунтіна, CDC продовжувала виступати за проблеми громадського здоров'я та поставила собі за мету боротьбу з багатьма іншими інфекційними захворюваннями.
У 1947 році CDC здійснила платіж токенами в розмірі 10 доларів США для університету Еморі, що становить 15 акрів (61 000 м2) землі на Кліфтон-роуд (Clifton Road) в окрузі Декальб, де на сьогодні розташовується штаб-квартира CDC. Співробітники CDC зібрали гроші для здійснення покупки.
Роберт Вудрафф, голова управління компанії «Кока-Кола», став благодійником, зацікавившись питанням боротьби з малярією. У 1947 році Державна служба охорони здоров'я передала свою лабораторію з дослідження чуми з Сан-Франциско до відділу епідеміології CDC, також було створено новий відділ — ветеринарних хвороб.

Служба розвідки щодо епідемій (EIS) була створена в 1951 році. Причиною створення такої служби була біологічна війна, що виникла внаслідок Корейської війни. Згодом Служба розвідки щодо епідемій перетворилася на дворічну навчальну програму післядипломної освіти в галузі епідеміології та стала прототипом навчальних епідеміологічних програм (FETP), які на сьогодні використовують у багатьох країнах світу, що говорить про впливовість CDC на міжнародному рівні. 

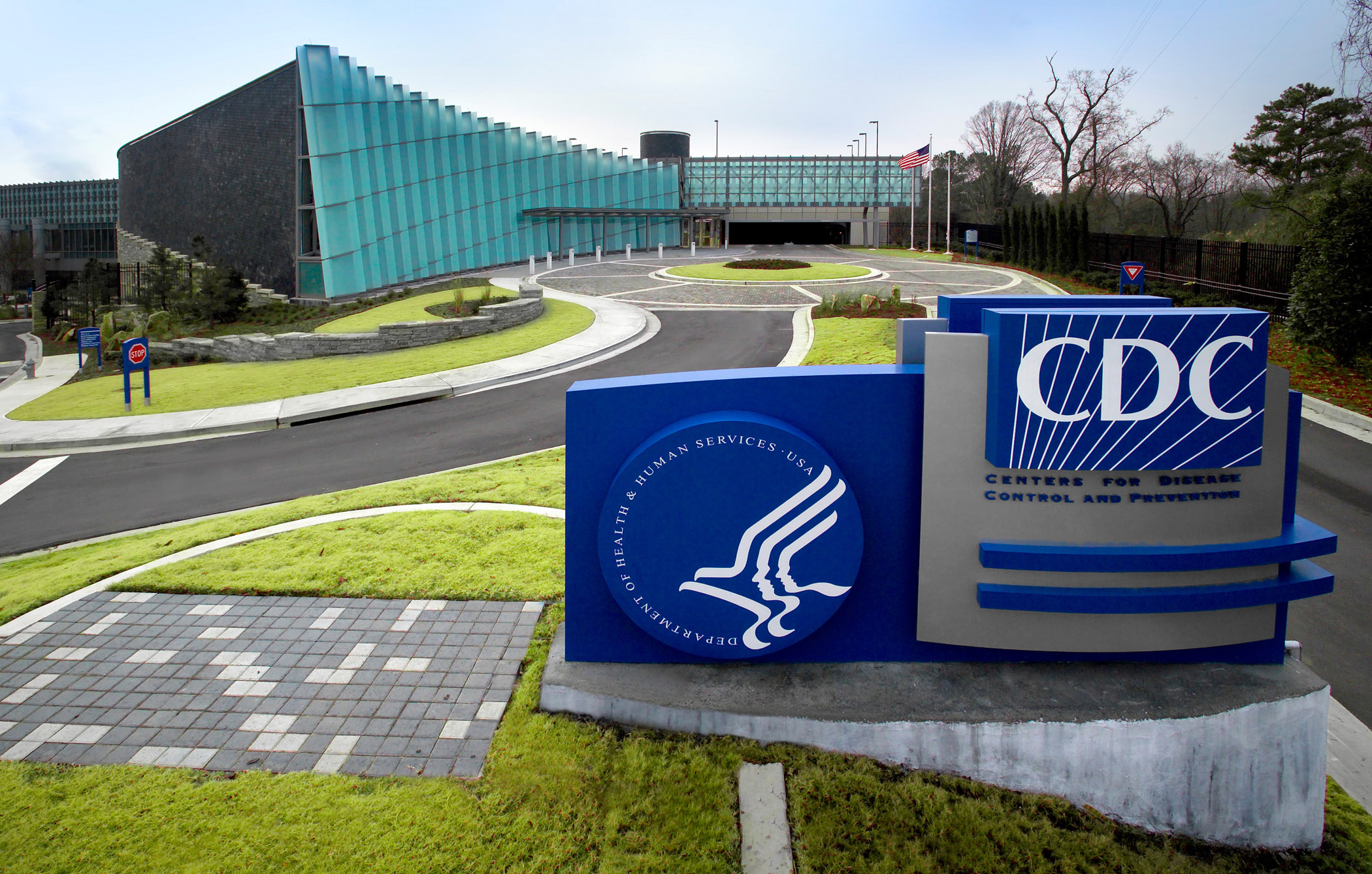
Глобальний центр зв'язку (Tom Harkin)

. CDC розширила коло своїх завдань та спрямувала сили на боротьбу не тільки з малярією, але й з хворобами, що передаються статевим шляхом. Це рішення було прийнято в 1957 році, коли Відділення венеричних захворювань під керівництвом Служби громадської охорони здоров'я США (PHS) було переведено до CDC. У 1960 році до CDC від Служби громадської охорони здоров'я США (PHS) також було передано відділ туберкульозних захворювань. У 1963 році була створена Програма імунізації.

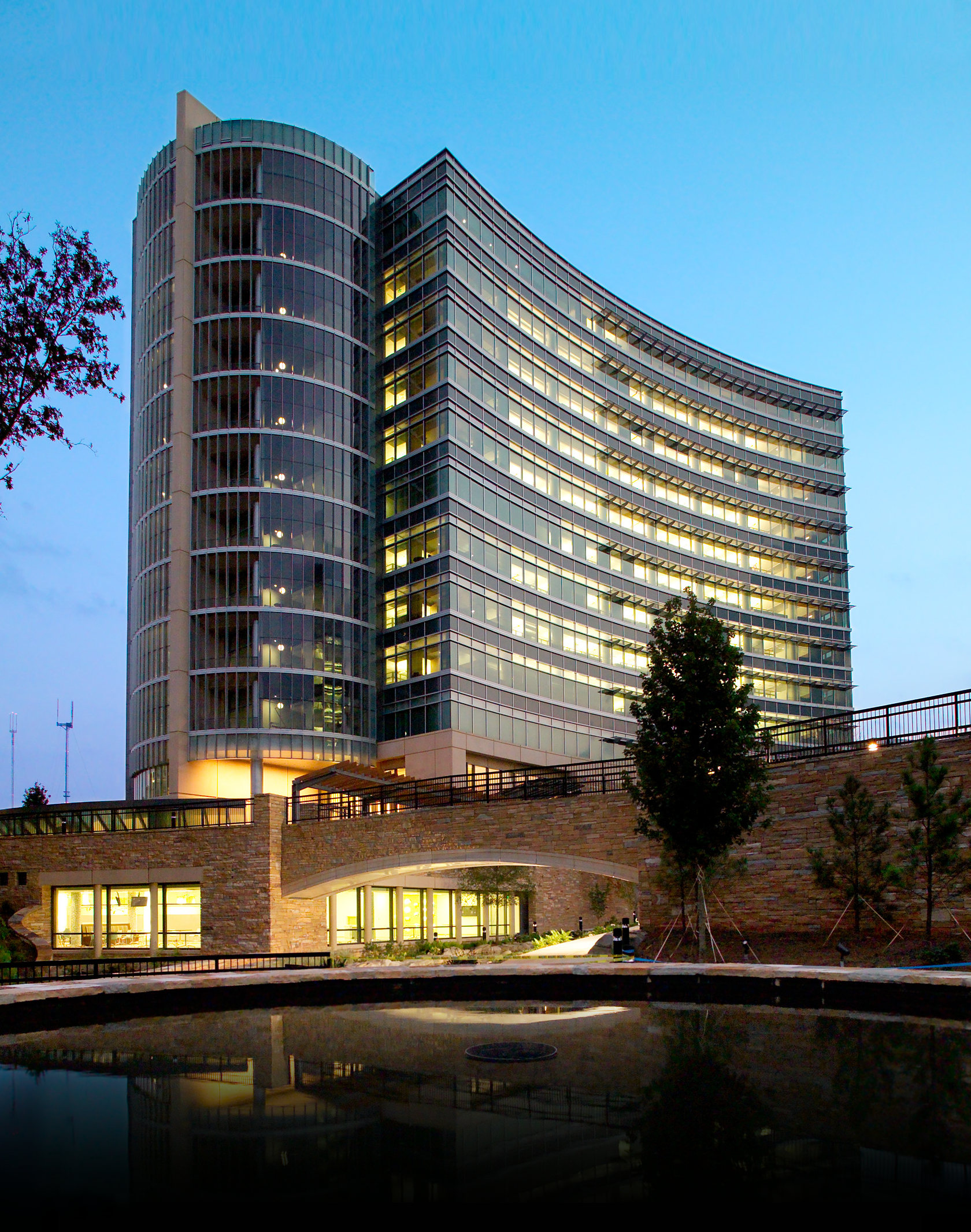
Штаб-квартира та центр надзвичайних ситуацій (Arlen Specter)

1 липня 1967 року агентство змінило свою назву на Національний центр інфекційних захворювань (NCDC). 24 червня 1970 року агентство було перейменоване на Центр контролю захворювань (CDC). 14 жовтня 1980 року агентство змінило назву на Центри контролю за захворюванням.
На сьогодні CDC зосереджує свої сили у боротьбі та профілактиці хронічних захворювань, інвалідності, травматизму, а також провадить заходи щодо гарантування безпеки на робочих місцях, безпеки здоров'я, довкілля. CDC також сприяє підготовці та захисту населення від загрози тероризму. CDC проводить боротьбу з новими видами захворювань та різноманітними ризиками для здоров'я. Сюди входять: вроджені дефекти, гарячка Західного Нілу, ожиріння, пташиний, свинячий та пандемічний грип, кишкова паличка, біотероризм. Організація також ставить за мету зниження зловживання пеніциліном. У травні 1994 року CDC повідомила, що від 1984 до 1989 років відправила до іракського уряду своїх агентів з біологічної зброї (ботулінічний токсин, вірус Західного Нілу, чумна паличка, вірус гарячки денге).
21 квітня 2005 року директор CDC Джулі Гербердінг офіційно оголосила про реорганізацію CDC, щоб «протистояти викликам та загрозам здоров'ю XXI століття».

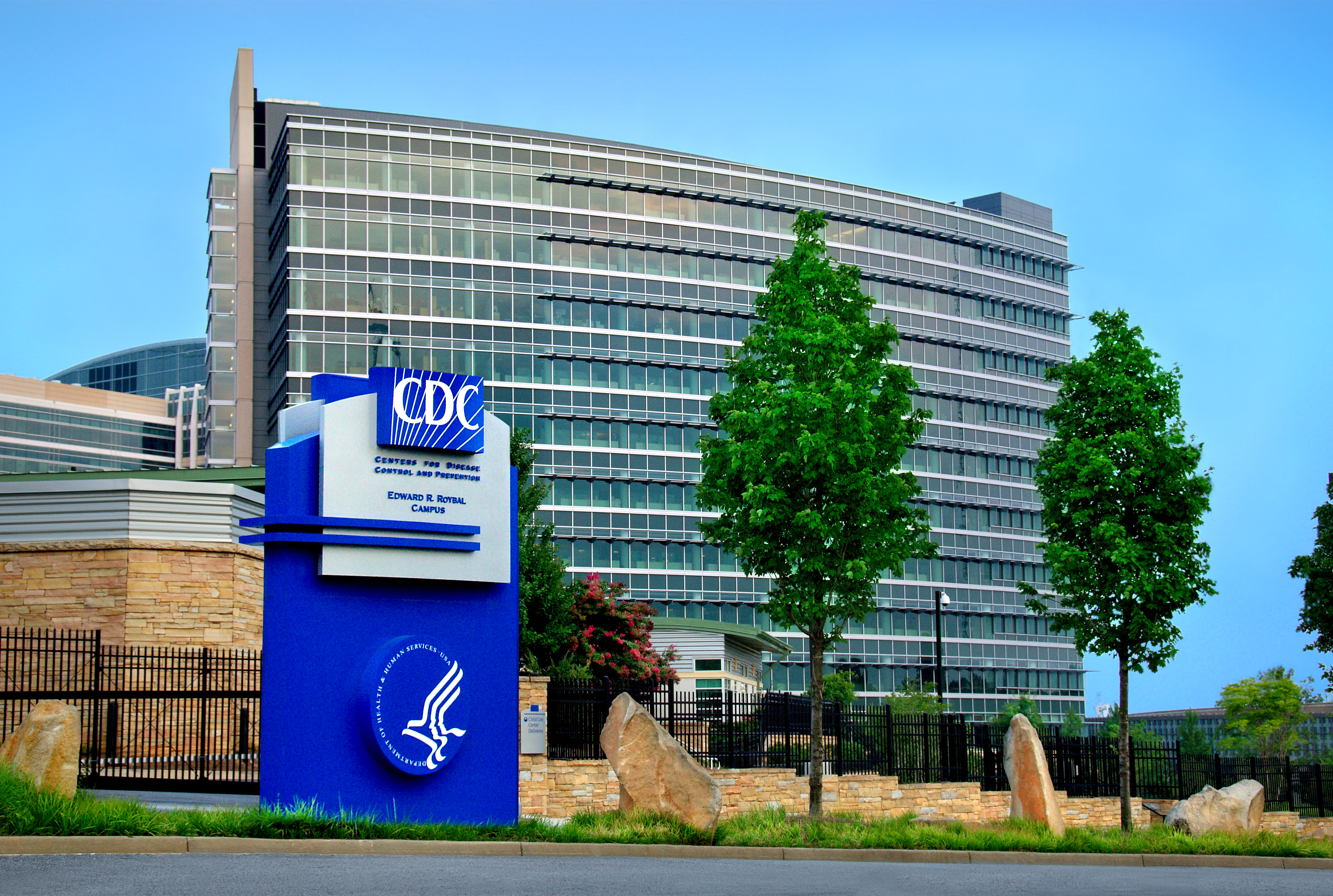
Кампус CDC (Roybal campus) в Атланті, штат Джорджія.

## Організація та структура
CDC зорганізовано в «Центри, інститути та офіси» (CIOs), при цьому кожний організаційний підрозділ здійснює діяльність у певній сфері знань, а також надає внутрішню організаційну підтримку та розподіляє ресурси щодо вирішення загальних питань та конкретних загроз здоров'ю.
Як правило, «Офіси» CDC поділяються на «Центри», які складаються з підрозділів та філій. Проте, Центр міжнародної охорони здоров'я та Національний інститут охорони праці — це самостійні організації.
Структура:
- Управління CDC у Вашингтоні.
- Центр міжнародної охорони здоров'я.[en]
- Національний інститут охорони праці.
- Управління державної, регіональної, місцевої та локальної підтримки (Office for State, Tribal, Local and Territorial Support).
- Управління рівних можливостей працевлаштування[en]
- Управління інфекційних захворювань (Office of Infectious Diseases).
  - Національний центр для нових та зоонозних інфекційних хвороб (National Center for Emerging and Zoonotic Infectious Diseases).
  - Національний центр з питань ВІЛ / СНІДу, вірусних гепатитів, ІПСШ та профілактики туберкульозу. (National Center for HIV/AIDS, Viral Hepatitis, STD, and TB Prevention).
  - Національний центр імунізації та захворювань органів дихання (National Center for Immunization and Respiratory Diseases).
- Управління охорони здоров'я та здоров'я меншин (Office of Minority Health and Health Equity).
- Управління неінфекційних захворювань, травматизму та охорони довкілля (Office of Noncommunicable Diseases, Injury and Environmental Health).
  - Національний центр профілактики хронічних захворювань та охорони здоров'я (National Center for Chronic Disease Prevention and Health Promotion).
  - Національний центр охорони довкілля / Агентство з реєстрації токсичних речовин та хвороб (National Center for Environmental Health/Agency for Toxic Substances and Disease Registry)
  - Національний центр запобігання та контролю травматизму (National Center for Injury Prevention and Control).
  - Національний центр з вроджених вад розвитку та інвалідності (National Center on Birth Defects and Developmental Disabilities)CDC Центр надзвичайних ситуацій (EOC)

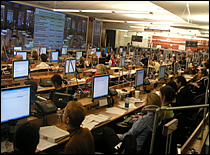
CDC Центр надзвичайних ситуацій (EOC)

- Управління з громадського здоров'я (Office of Public Health Preparedness and Response)
- Управління науковою сферою громадського здоров'я (Office of Public Health Scientific Services)
  - Центр спостереження, епідеміології та лабораторних послуг (Center for Surveillance, Epidemiology and Laboratory Services).
  - Національний центр статистики охорони здоров'я (National Center for Health Statistics[en])
- Управління заступника директора з комунікації.
- Управління заступника директора лабораторії Науки та Безпеки.
- Управління заступника директора з політики.
- Управління заступника директора з наукової роботи.
- Управління начальника штабу.
- Управління головного операційного директора.

## Бюджет

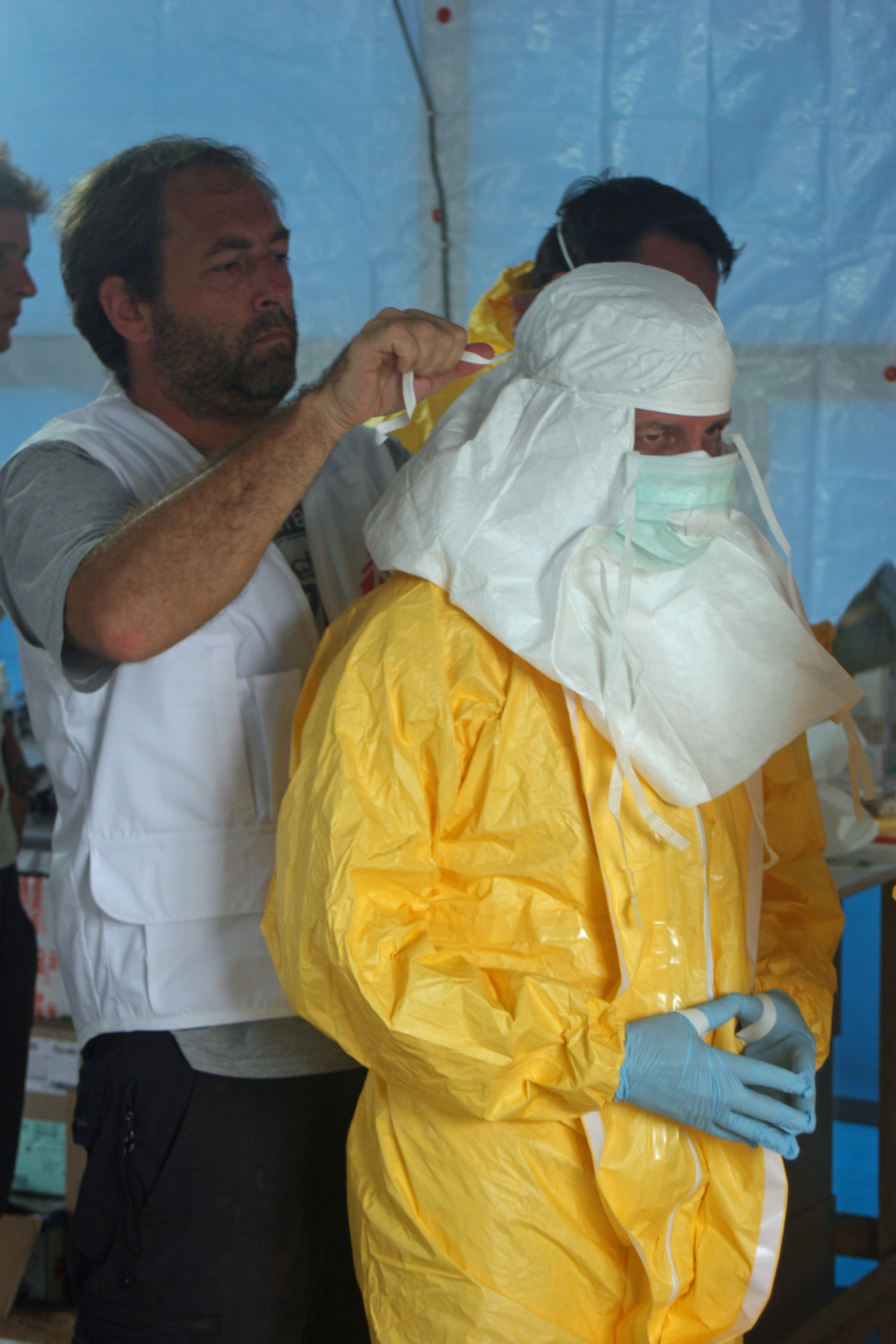
Співробітники CDC та MSF готуються увійти до лікарні з лікування Еболи, серпень 2014